# اسماعیل ابراهیم‌لی
اسماعیل ابراهیم‌لی (ترکی آذربایجانی: Ismayıl Khalid oğlu İbrahimli؛ زادهٔ ۱۳ فوریهٔ ۱۹۹۸) بازیکن فوتبال اهل جمهوری آذربایجان است.
از باشگاه‌هایی که در آن بازی کرده‌است می‌توان به باشگاه فوتبال قره‌باغ اشاره کرد.
وی همچنین در تیم‌های ملی فوتبال زیر ۱۹ سال جمهوری آذربایجان، زیر ۲۱ سال جمهوری آذربایجان، و جمهوری آذربایجان بازی کرده‌است.